# Villa Cavrois
Villa Cavrois är en modernistisk villa i 
Croix i departementet Nord i norra Frankrike. Den ritades och inreddes som privatbostad av arkitekt Robert Mallet-Stevens på uppdrag av textilfabrikant Paul Cavrois och byggdes mellan 1929 och 1932. Villa Cavrois ägs av franska staten och är tillgänglig för besökare.
Paul Cavrois, som hade ärvt textilföretaget Cavrois-Mahieu i Roubaix med ullspinneri, färgeri och väveri, köpte ett område utanför staden för att bygga ett hus åt sin stora familj med sju barn och tjänstefolk. Arkitekt Jacques Grebers första förslag förkastades när Cavrois mötte Mallet-Stevens på Parisutställningen 1925 och han fick fria händer att utforma huset och inredningen i minsta detalj. Villan, som var långt före sin tid och inte liknade något av grannhusen, invigdes till den äldsta dotterns bröllop 5 juli 1932 efter tre års arbete. Den var enkel och funktionell, men inredd med exklusiva material som marmor, metall och exotiska träslag och hade moderniteter som elbelysning, högtalare och telefoner i varje rum samt  luftkonditionering, eldammsugare och handdukstorkar. Villan var som ett mindre palats med en yta på 3 800 kvadratmeter, varav 1 840 kvadratmeter bostadsyta och 830 kvadratmeter terrasser, samt en park på 1,8 hektar
Under andra världskriget ockuperades Villa Cavrois av tyskarna och användes som militärförläggning. När ägarfamiljen återvände från Normandie, där de hade bott under kriget, fick arkitekt  Pierre Barbe i uppdrag att inreda två lägenheter i västra delen av huset åt Cavrois två söner med familjer. Paret Cavrois bodde kvar i östra delen till 1985 då Lucie Cavrois avled.
Sönerna sålde alla möbler på en auktion 1985 och själva villan två år senare till ett bolag som ville riva huset och stycka upp tomten. Villan övergavs och förföll, men år 1990 utsågs den och trädgården till Monument historique. En förening bildades för att bevara huset som övertogs av franska staten år 2001. Villa Cavrois har renoverats ut- och invändigt samt inretts och möblerats så likt originalet som möjligt. En del originalmöbler har hittats hos samlare och köpts in medan andra har rekonstruerats efter fotografier. Trädgården har återställts med alléer, nya planteringar och dammar. Efter mer än tio års renovering, till en kostnad på €23 miljoner, öppnade villan för besökare 13 juni 2015.

## Galleri

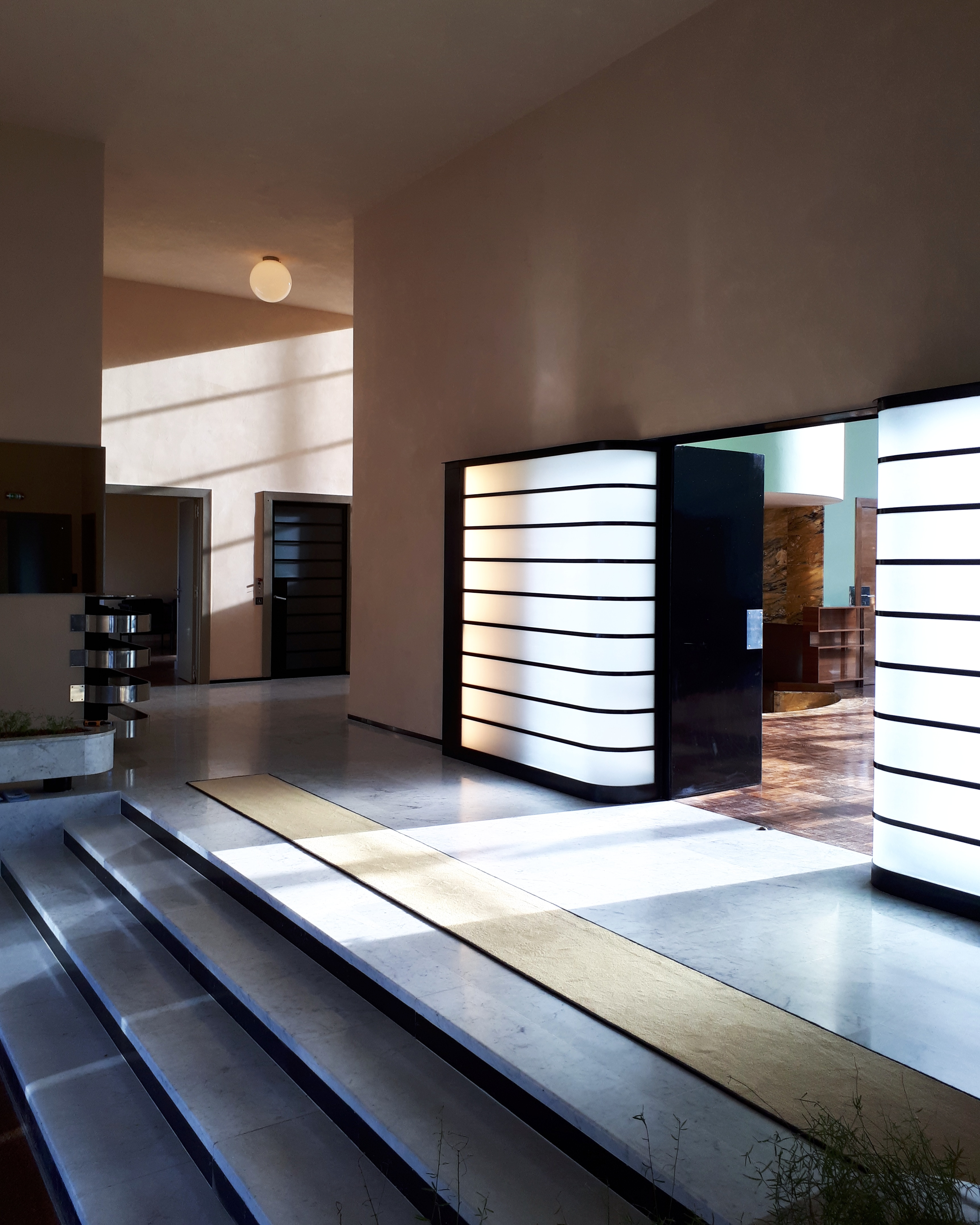
Entrén.
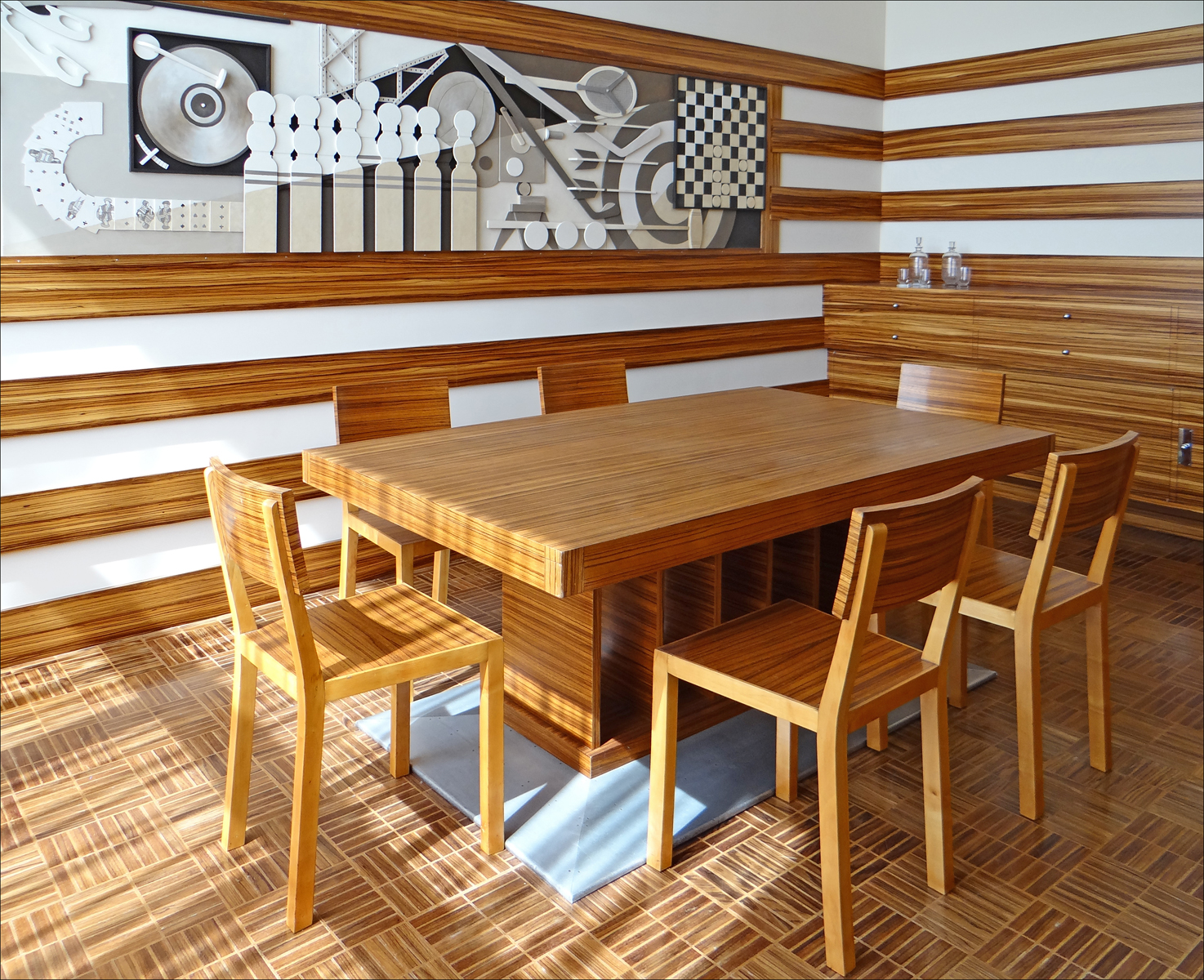
Barnens matsal.
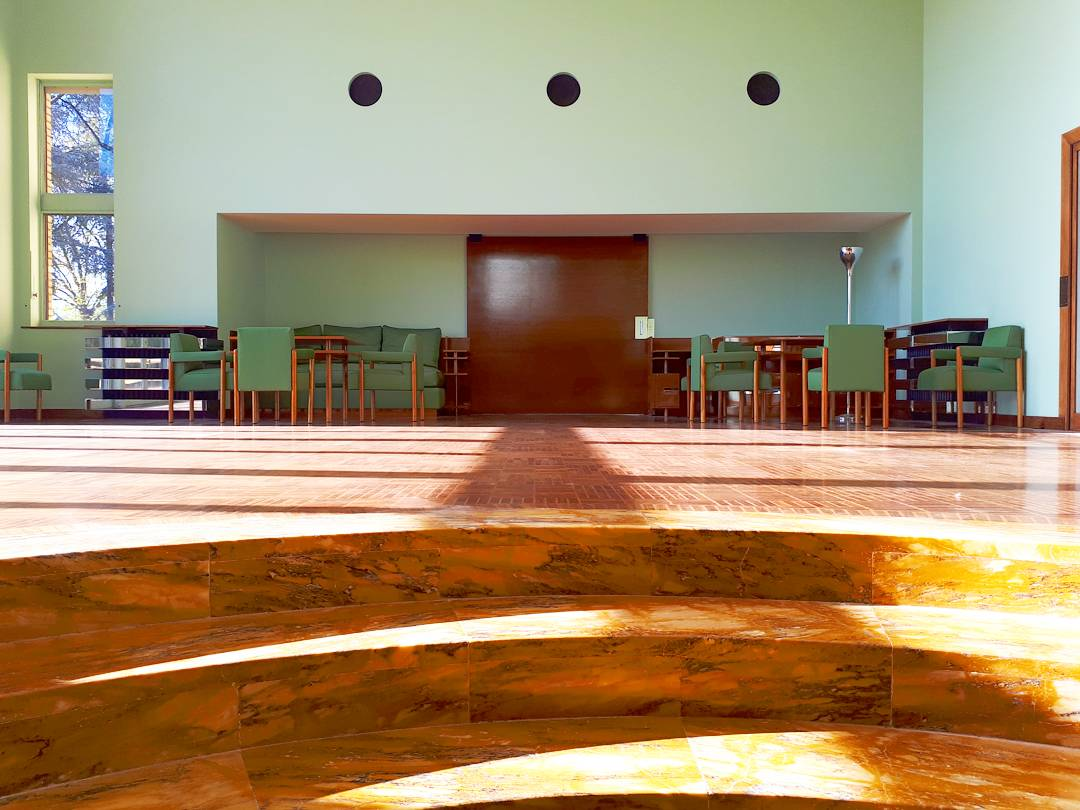
Salongen.
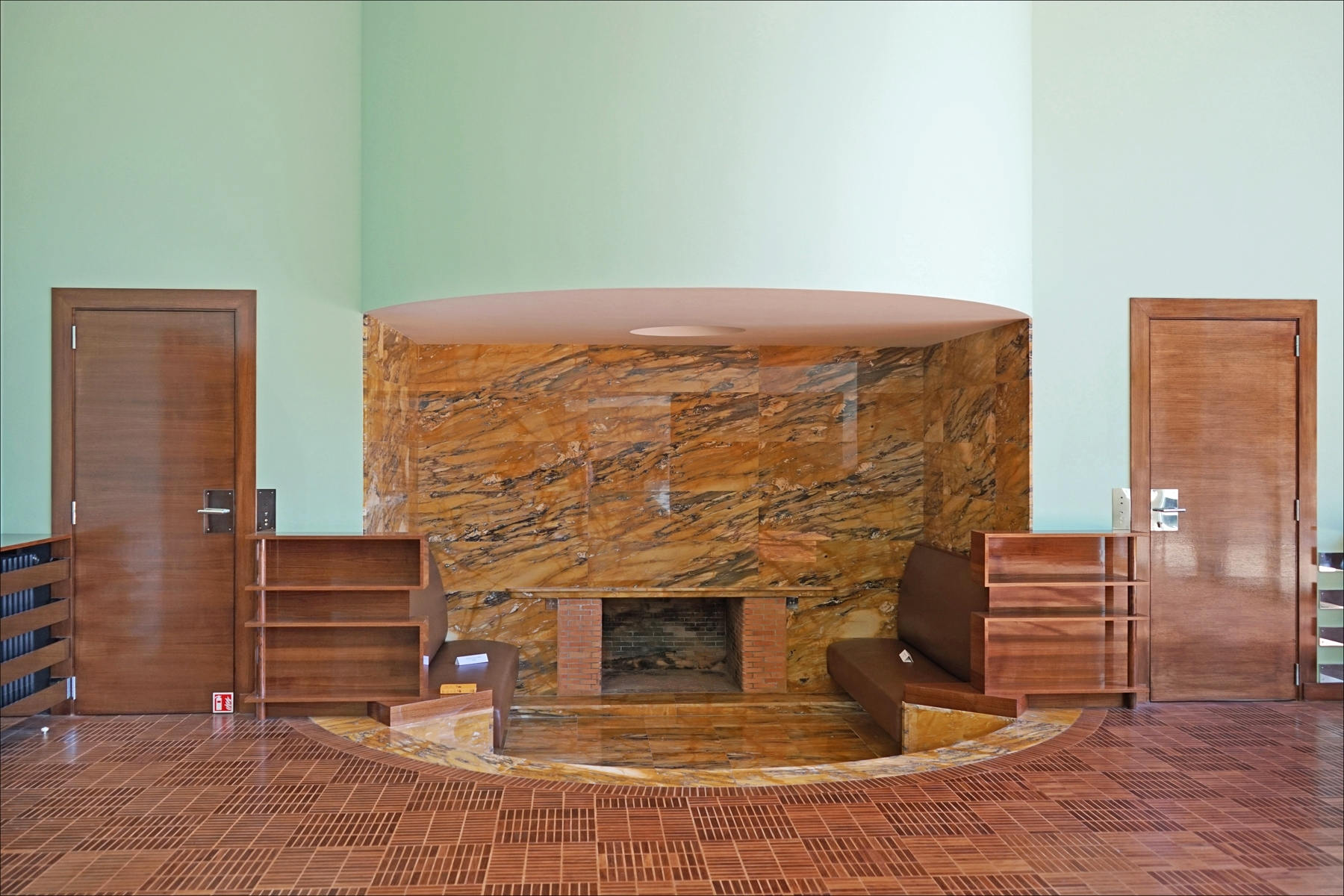
Eldstaden.